# Philodromus traviatus
Philodromus traviatus es una especie de araña cangrejo del género Philodromus, familia Philodromidae. Fue descrita científicamente por Banks en 1929.

## Distribución
Esta especie se encuentra en Panamá, Aruba, Curazao y Venezuela.